# 노먼 슈워츠코프
허버트 노먼 슈워츠코프 주니어(Herbert Norman Schwarzkopf Jr., 1934년 8월 22일 ~ 2012년 12월 27일)는 미국의 육군 장군이었으며 1991년 걸프 전쟁을 지휘한 사령관으로 걸프전의 영웅으로 불리기도 한다.
베트남 전쟁에서 남베트남군의 공수부대의 군사고문이 되어, 2도 화상을 입었고, 그 전공으로 퍼플 하트 훈장이 주어진다. 1983년에는 그레나다 침공 작전에서 지휘관이 되었다.
1988년 대장으로 승진하여 미국 중부군 사령관으로 취임하였다. 1990년 걸프 전쟁에서 사막의 폭풍 작전으로 이라크군을 공격하여 42일만에 지상전의 승리를 이끌었다. 걸프 전쟁 승리 후 육군참모총장직을 제의 받았지만 거절하고, 1991년 8월 군에서 퇴역하였다. 딕 체니 국방부 장관은 그에 대해 "위기에 있어서, 한 명의 인간이 운명을 좌우한다. 사령관이야말로 그 사람이며, 우리에게 승리를 가져왔다."라고 말했다.

## 어린 시절과 교육
뉴저지주 트렌턴에서 태어난 슈워츠코프는 어린 시절부터 군사 경력의 꿈을 꾸었다. 그의 부친 허버트 노먼 슈워츠코프 시니어는 웨스트포인트 사관학교에 가서 제1차 세계 대전에 복무하였다. 미국이 제2차 세계 대전에 들어갈 때 슈워츠코프 시니어는 활동 복무에 돌아와 준장의 계급으로 올랐다. 전쟁의 말기에 슈워츠코프 시니어 장군은 이란에 주둔하여 국립 경찰대를 결성하고 훈련하는 도움을 주었다. 12세의 노먼과 가족의 나머지는 1946년 거기에서 그에게 가입하였다. 다음 몇년 동안 어린 노먼은 이란, 스위스, 독일과 이탈리아에서 학교를 다녔다. 그는 프랑스어와 독일어에 능통하게 되어 냉담한 학생으로 지냄으로부터 현저한 학생으로 갔다. 미국으로 귀국한 후, 그는 웨스트포인트에 있는 미국 육군사관학교에서 부친의 선례를 따랐다. 자신의 군사학을 곁으로 노먼은 미식축구 팀에서 활약하거나 예배당 합창단의 지휘를 맡았다. 1956년 그는 기계 공학에서 과학사와 함께 육군사관학교를 졸업하여 소위로 임관되었다.

## 경력

### 하급 사관
그는 켄터키주 포트캠벨에서 제187 공수 보병 연대의 제2 공수 전투대의 선임 참모로서 조지아주 포트베닝에서 고등 보병과 공수 훈련을 받았다. 다음으로 제101공수사단과 서독에서 제6보병연대에서 근무하였다. 그는 1960년과 도시를 갈라놓은 역사에서 중대한 시간 1961년 베를린 사령부에 부관이었다.
슈워츠코프는 귀국하여 서던캘리포니아 대학교에서 기계 공학에 석사 학위를 취득하였다. 그의 전공의 특별 분야는 미사일 공학이었다.

### 베트남 전쟁
1965년 그는 웨스트포인트로 돌아와 공학을 가르쳤다. 그해 남베트남 육군 고문들로서 더욱 더 많은 그의 전 급우생들이 베트남으로 떠나자 슈워츠코프는 그들에게 가입하는 데 신청하였다. 남베트남 공수 부대 고문으로서 슈워츠코프는 대위에서 소령으로 진급되었다. 베트남에서 자신의 임무 기간이 끝날 때 그는 웨스트포인트에서 자신의 교사직으로 돌아왔다.
1968년 슈워츠코프는 중령이 되었다. 동년에 그는 브렌다 홀싱어와 결혼하고, 캔자스주 리번워스에 있는 참모 학교에서 수학하였다. 베트남 전쟁에서 미군의 사상자들이 쌓이면서 슈워츠코프 대령은 그들이 대다수의 생명을 건질 거기에서 자신의 훈련을 신청하고 경험하는 데 자신의 임무였다는 것을 확신시켰다. 1969년 슈워츠코프 대령은 대부대의 사령관으로서 베트남에 돌아왔다.
수훈의 경력에서 가장 주목할 만한 사건들의 중의 하나가 이 근무에 일어났다. 슈워츠코프 대령이 자신의 명령 아래 남자들이 지뢰에 부딪쳤다는 소식을 받을 때 그는 자신의 헬리콥터에서 그 장면으로 서둘러갔다. 그는 아직도 지뢰에 걸린 몇몇의 군인들을 찾았다. 슈워츠코프는 서서히 그들의 단계들을 다시 따라가는 데 그들을 몰아냈다. 아직도 한 남자가 지뢰에 걸려 심한 부상을 당했으나 의식이 있게 남아있었다. 상처를 입은 남자가 심한 고통에 격렬하게 움직이면서 그의 주위를 둘러싼 군인들은 그가 다른 지뢰를 폭발시킬 것 같은 위협을 느꼈다. 또한 폭발에 의하여 부상을 입은 슈워츠코프는 지뢰를 가로질러 상처를 입은 남자에게 살금살금 걸어가 다른이가 그의 파손된 다리에 부목을 댈 수 있도록 그를 잡았다. 한명의 군인은 부목을 대는 데 가까운 나무로부터 가지를 꺾는 데 옆으로 피하였다. 그렇게 하면서 그도 또한 지뢰를 치면서 가까이 있던 2명의 남자와 함께 사망하였고, 슈워츠코프의 연락 장교의 다리를 불어 흩날렸다. 결국적으로 슈워츠코프 대령은 자신의 살아남을 부하들을 안전으로 지도하였다. 그는 자신의 용맹으로 은성훈장이 수여되었으나 슈워츠코프에게 더욱 중요하게 그는 자신의 명령 아래 군인들을 위하여 아무것이나 위험을 입히려고 한 장교로서 자신의 평판을 굳혔다.

### 장군으로 오르며

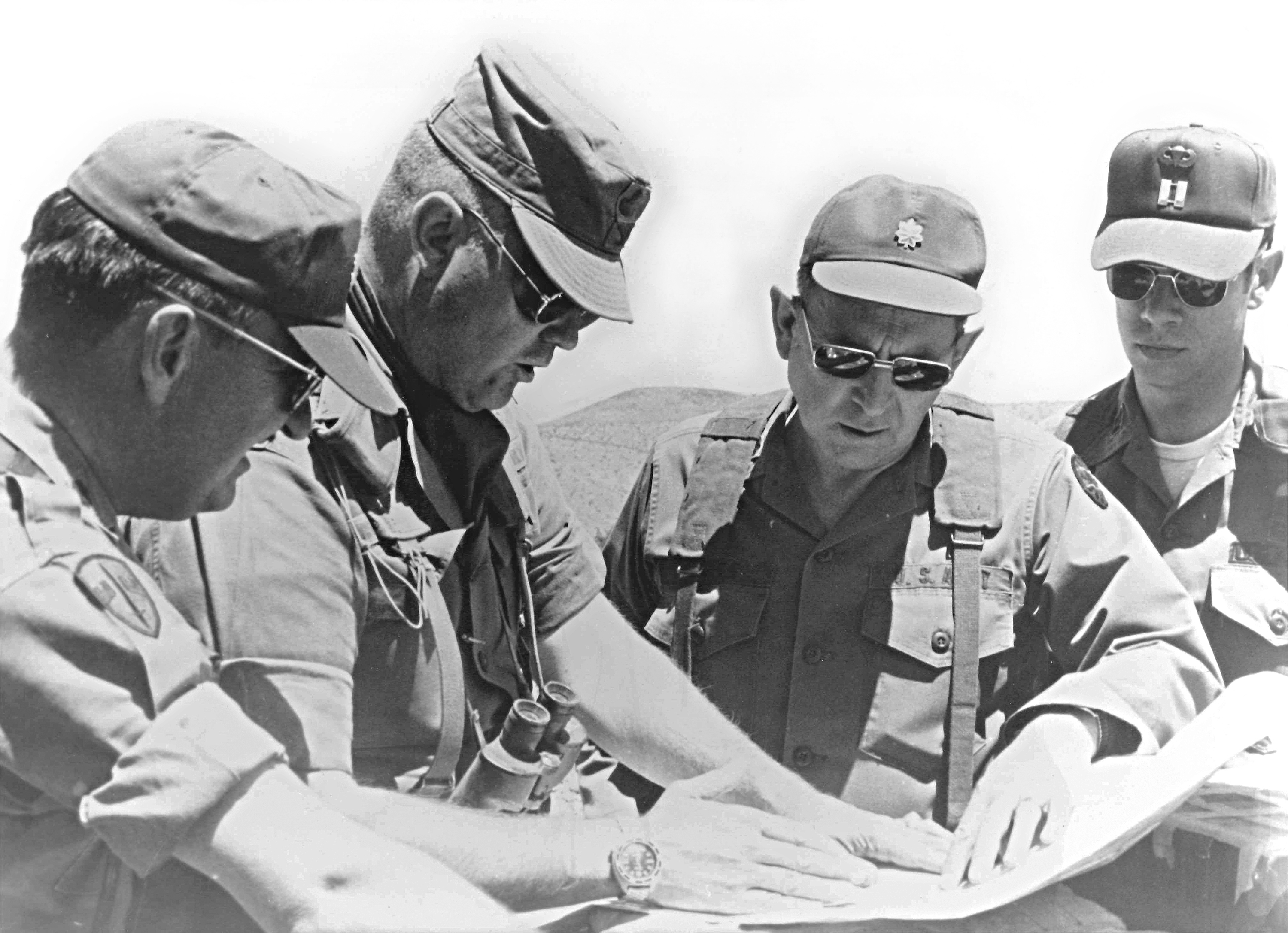
대령 시절 캘리포니아 훈련소에서 (1977년)

복무가 끝나기 전에 슈워츠코프 대령은 3개의 은성훈장을 받았으나 다시 상처를 입었다. 1971년 귀국하여 미국 육군은 젊은 대령을 전쟁에 관하여 시민 단체들에게 연설하는 데 보냈으며 슈워츠코프는 전쟁에, 증가적으로 군사에 공공적 교전의 깊이에 충격을 받았다. 그는 승리를 불가능하게 만든 어리둥절한 전략을 명백하지 않은 목적들과 정부가 군사적 모험에 투자하여 대중으로부터 성원을 받지 안았다는 것을 믿으러 왔다. 당시를 위하여 그는 복무를 떠나는 것을 숙고하였으나 자신이 머물 것이라고 결심하였고, 자신의 명령 아래 싸운 아무 전쟁은 매우 어렵게 지휘될 것이었다.
다음 20년 동안 슈워츠코프는 자신의 출세를 오르는 데 일하여 워싱턴 D. C.에서 행정적 지위들과 미국과 독일을 통하여 보병 사단들과 사령 직위들 사이에 교체하였다. 1978년 그는 준장의 계급을 달성하였다. 슈워츠코프의 별은 지속적으로 올라갔다. 그는 소장으로 진급되었고, 조지아주 포트스튜어트에서 제24 기갑 부대의 명령이 주어졌다.
슈워츠코프 장군은 1991년 이라크군을 꺾고 쿠웨이트를 해방시킨 성공적인 750,000명 이상의 군인들의 100 시간 지상 공격 사막 폭풍 작전을 계획하고 지도하였다. 강한 인내와 함께 한 정력적인 군사 사령관 슈워츠코프는 제외적인 지도자와 군사 외교관으로 숙고되었다.
자신의 2번째 별을 받은 한해 안에 슈워츠코프 장군은 전투로 군사들을 지도하는 자신을 찾았다. 일격은 카리브해의 작은 섬나라 그레나다에서 일어났다. 쿠바의 원조와 함께 그레나다의 혁명당원들은 미국의 정보국이 의심을 둔 것이 중앙아메리카에서 폭도들을 공급하는 데 이용될 이착륙장을 짓고 있었다. 그 일은 또한 섬나라에서 유학 중인 미국 학생들이 인질로 잡혀갈 것 같은 위협에 놓이기도 하였다. 상륙 작전이 요구된 이래 전체의 작전은 해군 대장의 명령 아래 놓였으나 슈워츠코프 장군은 미국 지상군의 명령에 놓였다. 그는 빠르게 자신의 우수성의 신임을 얻고, 합동 기동 부대의 부사령관으로 임명되었다. 그레나다 작전이 그 계획자들이 예상한 것보다 더욱 어렵다는 것이 증명된 동안 일격은 빠르게 방해되었다. 명령이 회복되었고, 선거들이 예정되었고 미국 학생들은 무사히 귀국하였다.

#### 미국 중부사령관

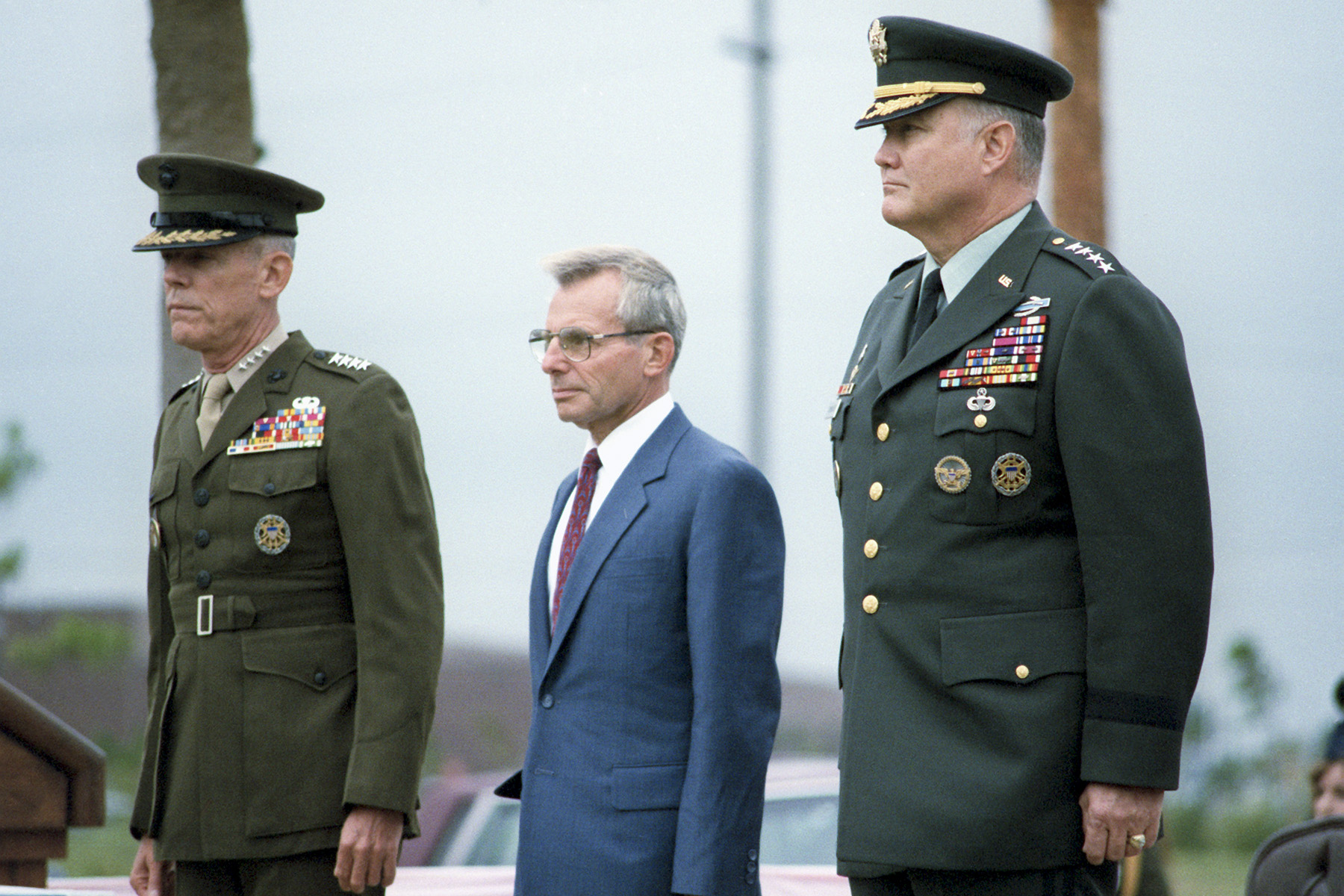
미국 중부군 사령관으로 취임한 슈워츠코프 (오른쪽)

1988년 그는 자신의 4번째 별을 받고 전임적 장군이 되었다. 그는 미국 중부사령부에서 최고 사령관으로 임명되었다. 탬파 근처에 있는 멕딜 공군 기지에 두어진 중부사령부는 아프리카의 뿔, 중동과 남아시아에서 작전들을 위하여 책임이 있다. 사령관으로서 자신의 수용력에서 슈워츠코프는 이라크에 의한 담보 침입에 대항하는 데 페르시아만의 유전들의 방어를 위하여 상세한 계획을 준비하였다. 몇달 안에 이라크는 쿠웨이트를 침공하였고, 슈워츠코프의 계획은 즉시 실습적 적용을 가졌다.

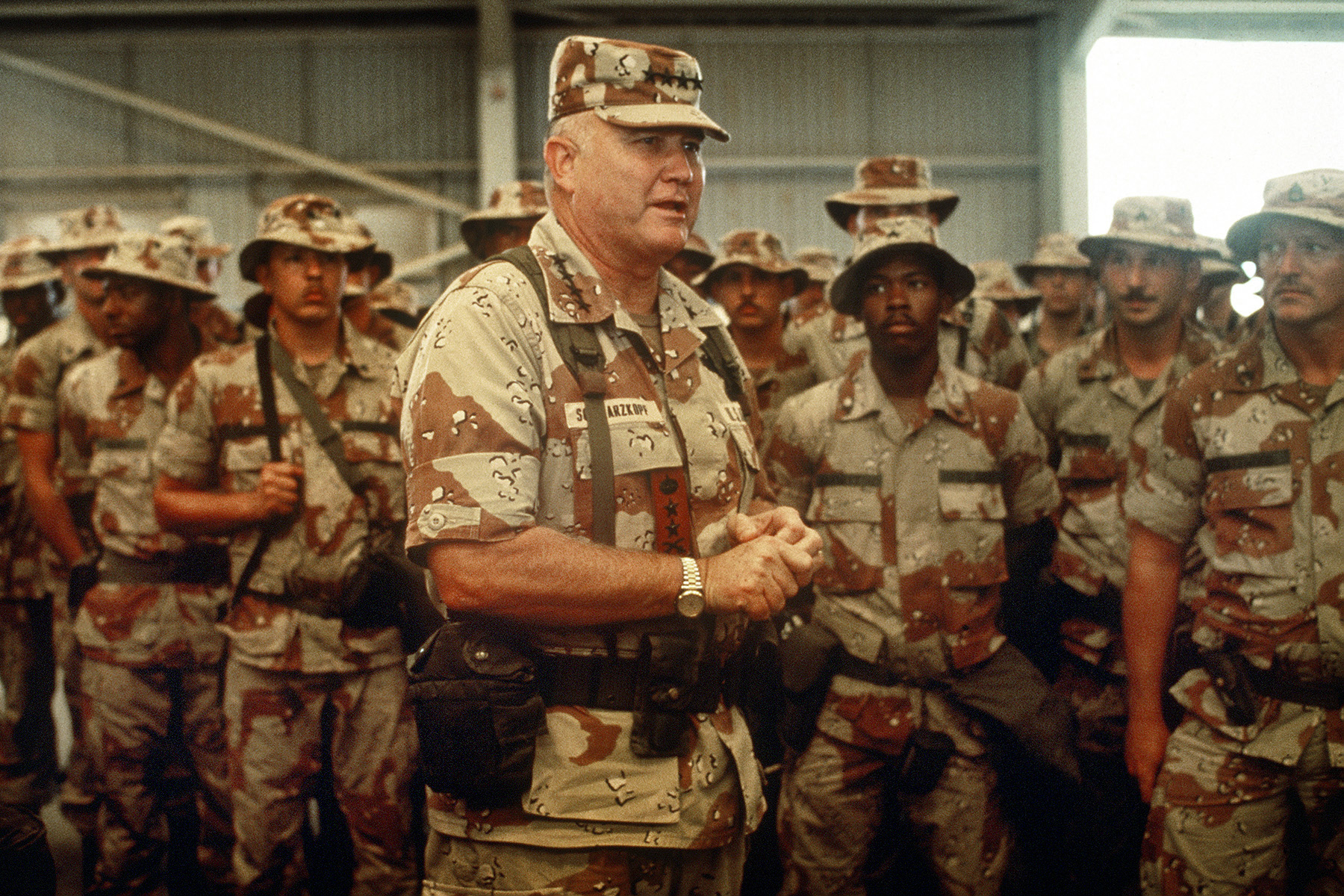
걸프 전쟁에서 참전한 미군들과 함께 (1991년)

### 걸프 전쟁
슈워츠코프 장군은 사막 보호 작전에서 미군의 최고 사령관이었으며, 사우디아라비아에 대항하는 이동으로부터 이라크를 방지하는 데 맡았다. 8월과 1월 사이에 그는 28개국에서 온 765,000명의 군인들(그중 541,000명은 미군), 수백척의 군함, 수천대의 전투기와 탱크를 집합시켰다. 쿠웨이트에서 이라크군들을 몰아내는 데 연장한 협상들이 실패할 때 사막 보호 작전은 사막 폭풍 작전이 되었다.
연합군은 적군의 수송 기관, 공급로와 군사 기지들을 혼란 혹은 파괴시키는 데 이라크의 6주간 공중 포격을 수행하였다. 슈워츠코프는 쿠웨이트에 상륙 작전을 꾸며 이라크군들의 선창을 끌어들여 그들의 서부 측면을 연합군의 전진으로 드러냈다. 그들의 수송 기관들이 파괴되고, 그들의 공급로들은 짤리면서 바그다드의 150 마일 안에서 이라크군들은 다수에서 항복하기 시작하였다. 이라크는 100 시간 후에 휴전을 받아들여 지상의 싸움은 끝났다. 연합군의 총 사상자는 115명이 전사하고, 330명이 상처를 입었다.

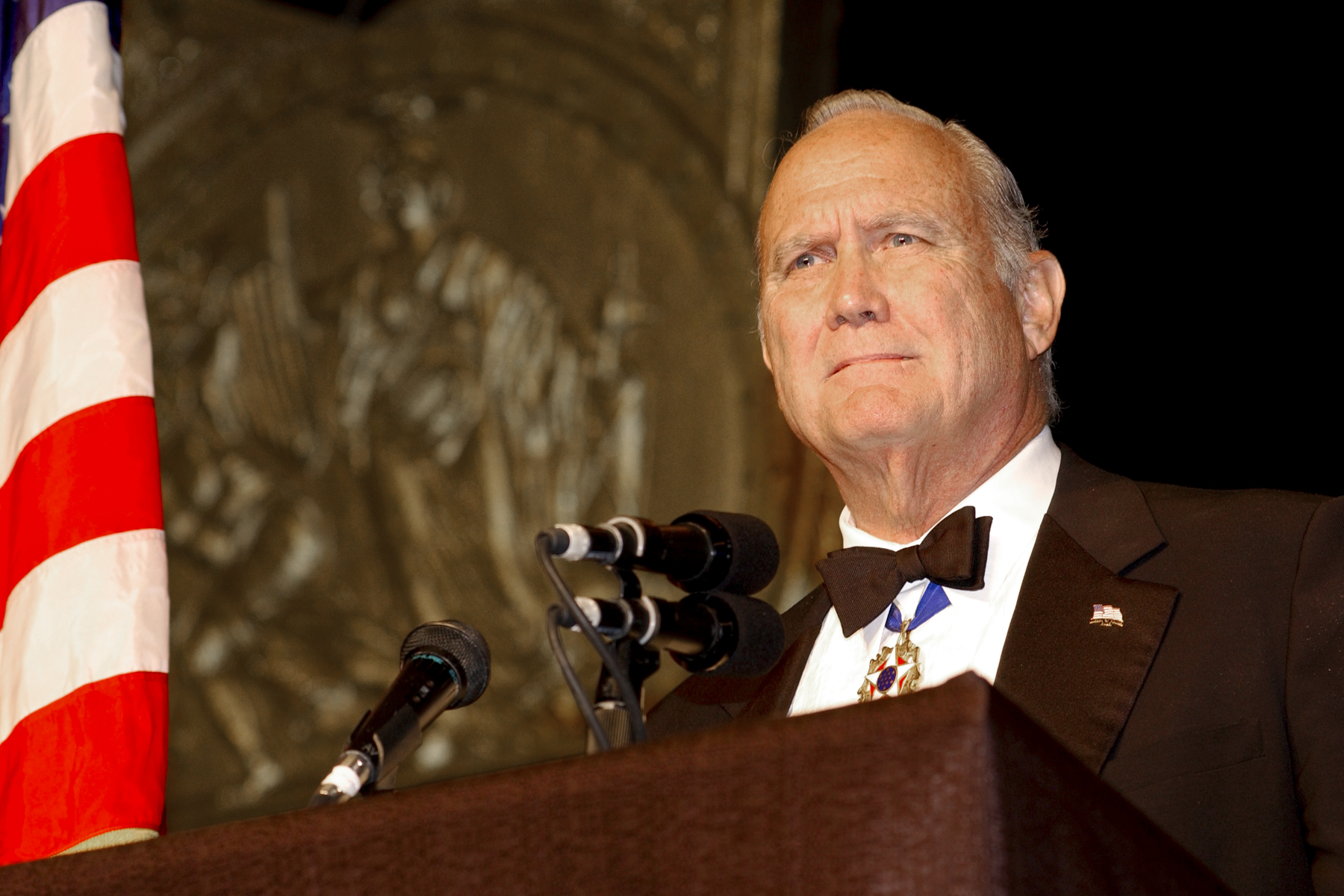
의회 명예 훈장이 수훈된 슈워츠코프 (2002년)

## 이후의 생애
슈워츠코프 장군은 귀국하여 뉴욕, 탬파와 워싱턴 D. C.에서 기쁨이 넘치는 축제와 승리 행렬들에 참석하여 미국 의회의 합동 회의를 연설하였다. 1992년 슈워츠코프는 육군으로부터 퇴역하고, 피터 페트레와 함께 합동으로 자신의 저서 〈It Doesn't Take a Hero〉를 썼다. 장군의 훈장들은 3개의 은성훈장, 동성훈장, 퍼플 하트, 대통령 자유 훈장, 레지옹 도뇌르 훈장과 프랑스, 벨기에, 영국, 바레인, 카타르, 아랍에미리트, 사우디아라비아, 쿠웨이트에서 온 훈장들을 포함한다.
군사로부터 자신의 은퇴 후 많은 세월 동안 슈워츠코프 장군은 교전을 연설하는 활동적 예정을 유지하였다. 후반의 세월에 그는 자신의 명예를 전립선암의 공공적 인식을 올리는 데 이용하였다. 퇴직 생활에 그는 사냥, 낚시와 스키트 사격을 즐겼다. 그는 그랜드 오페라에서 컨트리 음악으로 취향을 돌린 심각한 음악의 애호가였다. 노먼과 브렌다는 3명의 자식들 - 신시아, 제시카와 크리스천을 두었다.
78세의 나이로 플로리다주 탬파에서 폐렴의 합병증으로 사망하였다.